# Liste der Kulturdenkmale in Norderstedt
In der Liste der Kulturdenkmale in Norderstedt sind alle Kulturdenkmale der schleswig-holsteinischen Stadt Norderstedt (Kreis Segeberg) und ihrer Ortsteile aufgelistet (Stand: 16. Juni 2025).

## Legende
In den Spalten befinden sich folgende Informationen:
- Objekt-ID: die Nummer des Kulturdenkmales
- Lage: die Adresse des Kulturdenkmales und die geographischen Koordinaten. Kartenansicht, um Koordinaten zu setzen. In der Kartenansicht sind Kulturdenkmale ohne Koordinaten mit einem roten Marker dargestellt und können in der Karte gesetzt werden. Kulturdenkmale ohne Bild sind mit einem blauen Marker gekennzeichnet, Kulturdenkmale mit Bild mit einem grünen Marker.
- Offizielle Bezeichnung: Bezeichnung des Kulturdenkmales
- Beschreibung: die Beschreibung des Kulturdenkmales
- Bild: ein Bild des Kulturdenkmales

## Bauliche Anlagen
| Objekt-ID      | Lage                                                 | Offizielle Bezeichnung                                       | Beschreibung | Bild                             |
| -------------- | ---------------------------------------------------- | ------------------------------------------------------------ | --- | -------------------------------- |
| 19894          | Achternfelde 54 (53° 41′ 10″ N, 9° 58′ 45″ O)        | Fachhallenkate                                               | Fachhallenkate; 1788; eingeschossiger Fachwerkbau mit Ziegelausfachung und teilausgebautem Reetdach, Inschriftbalken über Grootdör - Begründung: geschichtlich, städtebaulich, Kulturlandschaft prägend - Schutzumfang: gesamtes Objekt - Denkmaltyp: Bauliche Anlage | BW                               |
| 19895          | Alte Dorfstraße 4 (53° 40′ 35″ N, 9° 58′ 18″ O)      | Fachhallenkate                                               | Fachhallenkate; wohl Mitte/Ende 18. Jh.; eingeschossiger traufständiger Backsteinbau, reetgedecktes Schopfwalmdach mit Eulengiebeln, Traufe mit Bogen über straßenseitigem Eingang - Begründung: geschichtlich, städtebaulich - Schutzumfang: gesamtes Objekt - Denkmaltyp: Bauliche Anlage | BW                               |
| 19937          | Alte Dorfstraße 21 (53° 40′ 36″ N, 9° 58′ 12″ O)     | Einfamilienhaus                                              | Einfamilienhaus; 1933; zweigeschossiger Backsteinbau mit ausgebautem Walmdach, straßenseitig Auslucht, über Eingang vertikales Fensterband und Zwerchhaus - Begründung: geschichtlich, städtebaulich - Schutzumfang: gesamtes Objekt - Denkmaltyp: Bauliche Anlage | BW                               |
| 9248           | Alte Dorfstraße 69 (53° 40′ 43″ N, 9° 57′ 46″ O)     | Wohn- und Wirtschaftsgebäude                                 | Wohn- und Wirtschaftsgebäude; um 1870; eingeschossiges traufständiges Fachhallenhaus aus Backsteinen mit hohem reetgedecktem Satteldach, zweigeschossiger Stallanbau im Südwesten wohl um 1900 - Begründung: geschichtlich, städtebaulich - Schutzumfang: gesamtes Objekt - Denkmaltyp: Bauliche Anlage | BW                               |
| 26974 Wikidata | (53° 42′ 21″ N, 10° 2′ 30″ O)                        | Justizvollzugsanstalt Glasmoor: Gefängnis und Wirtschaftshof | Der Kern der von Fritz Schumacher entworfenen Vierflügelanlage wurde 1928 fertiggestellt. Weitere Gebäudeteile kamen in der Zeit des Dritten Reiches dazu. Alteintragung (Aktualisierung vorgesehen) - Begründung: Alteintragung (Aktualisierung vorgesehen) - Schutzumfang: Alteintragung (Aktualisierung vorgesehen) - Denkmaltyp: Bauliche Anlage                                                                  | weitere Fotos \| Fotos hochladen |
| 9480 Wikidata  | Am Glasmoor 99 (53° 42′ 21″ N, 10° 2′ 30″ O)         | Hauptgebäude (Vierflügelanlage)                              | Alteintragung (Aktualisierung vorgesehen) - Begründung: Alteintragung (Aktualisierung vorgesehen) - Schutzumfang: Alteintragung (Aktualisierung vorgesehen) - Denkmaltyp: Bauliche Anlage | Fotos hochladen                  |
| 9482 Wikidata  | Am Glasmoor 99 (53° 42′ 26″ N, 10° 2′ 23″ O)         | Stall- und Werkstattgebäude                                  | Alteintragung (Aktualisierung vorgesehen) - Begründung: Alteintragung (Aktualisierung vorgesehen) - Schutzumfang: Alteintragung (Aktualisierung vorgesehen) - Denkmaltyp: Bauliche Anlage | BW                               |
| 9481 Wikidata  | Am Glasmoor 99 (53° 42′ 27″ N, 10° 2′ 24″ O)         | Scheune                                                      | Alteintragung (Aktualisierung vorgesehen) - Begründung: Alteintragung (Aktualisierung vorgesehen) - Schutzumfang: Alteintragung (Aktualisierung vorgesehen) - Denkmaltyp: Bauliche Anlage | BW                               |
| 21813          | Buckhorn 16 (53° 41′ 31″ N, 9° 58′ 31″ O)            | Fachhallenkate                                               | Fachhallenkate; 1751; eingeschossige Hallenkate von vier Fach Länge aus Fachwerk, steiles reetgedecktes Satteldach mit Vollwalm bzw. Schopfwalm - Begründung: geschichtlich, Kulturlandschaft prägend - Schutzumfang: gesamtes Objekt - Denkmaltyp: Bauliche Anlage | BW                               |
| 20981          | Buckhorn 84 (53° 41′ 38″ N, 9° 57′ 55″ O)            | Fachhallenhaus                                               | Fachhallenhaus; 1856; eingeschossiges massives Hallenhaus mit Teilunterkellerung, reetgedecktes Schopfwalmdach, nach Norden zweigeschossiger Stallanbau 1911 - Begründung: geschichtlich, Kulturlandschaft prägend - Schutzumfang: gesamtes Objekt - Denkmaltyp: Bauliche Anlage | BW                               |
| 52821          | Fasanenweg (53° 41′ 40″ N, 9° 56′ 36″ O)             | Granitquaderbrücke                                           | Granitquaderbrücke; zurückgehend auf Ende 18. Jh.; einbogige Steinbrücke mit Segmentbogen aus behauenen Granitquadern - Begründung: geschichtlich, Kulturlandschaft prägend - Schutzumfang: gesamtes Objekt - Denkmaltyp: Bauliche Anlage | BW                               |
| 29891          | Friedrichsgaber Weg 290 (53° 42′ 8″ N, 9° 58′ 50″ O) | Erdkeller                                                    | Erdkeller; Anfang 19. Jh.; als Erdhügel erkennbar, vmtl. mit Backsteingewölbe, gemauerter rundbogiger Eingang - Begründung: geschichtlich, Kulturlandschaft prägend - Schutzumfang: gesamtes Objekt - Denkmaltyp: Bauliche Anlage | BW                               |
| 22077          | Hökertwiete 7 (53° 40′ 42″ N, 9° 58′ 1″ O)           | Wohnhaus                                                     | Wohngebäude; um 1925, im Kern wohl älter; eingeschossiger Backsteinbau mit reetgedecktem Satteldach - Schutzumfang: Wohnhaus - Begründung: Geschichtlich, Städtebaulich | BW                               |
| 26656          | Lütjenmoor 13 (53° 41′ 5″ N, 9° 59′ 24″ O)           | Kirchliches Gemeindezentrum Schalom                          | Kirchliches Gemeindezentrum Schalom, sog. Schalomkirche; 1974; Architekten Klaus Nickels und Timm Ohrt; ziegelsichtiger Massivbau auf annähernd quadratischem Grundriss, von drei Seiten umschlossener, tieferliegender Gemeinderaum, im Obergeschoss drei Wohnungen mit Dachterrassen - Begründung: geschichtlich, künstlerisch, städtebaulich - Schutzumfang: gesamtes Objekt - Denkmaltyp: Bauliche Anlage         | Fotos hochladen                  |
| 21816          | Ochsenzoller Straße 78 (53° 40′ 48″ N, 9° 58′ 37″ O) | Wohn- und Geschäftshaus                                      | Wohn- und Geschäftshaus; 1930/31; Architekt Karl Brammer, Bauherr Gustav Lehmann, ein- und zweigeschossiger Backsteinbau aus unterschiedlich großen, kubischen Baukörpern mit Flachdächern, Neues Bauen - Begründung: geschichtlich, künstlerisch, städtebaulich - Schutzumfang: gesamtes Objekt - Denkmaltyp: Bauliche Anlage                                                                                        | BW                               |
| 22013          | Ohechaussee (53° 39′ 47″ N, 9° 57′ 55″ O)            | Meilenstein                                                  | Vollmeilenstein; 1840; an der Altona-Lübecker Chaussee, verjüngter Granitzylinder mit Kegelspitze - Begründung: geschichtlich, wissenschaftlich, Kulturlandschaft prägend - Schutzumfang: gesamtes Objekt - Denkmaltyp: Bauliche Anlage | BW                               |
| 19942 Wikidata | Segeberger Chaussee 26 (53° 40′ 57″ N, 10° 0′ 11″ O) | ehem. Altenteilerhaus, ehem. dänisches Zollhaus              | ehem. Altenteilerhaus, später dänisches Zollhaus; 1840; eingeschossiger traufständiger Backsteinbau mit Reetdach - Begründung: geschichtlich, städtebaulich - Schutzumfang: gesamtes Objekt - Denkmaltyp: Bauliche Anlage | Fotos hochladen                  |
| 7320 Wikidata  | Segeberger Chaussee 51 (53° 40′ 58″ N, 10° 0′ 29″ O) | Meilenstein                                                  | Meilenstein der Altona-Lübecker Chaussee. Entfernungsangabe Südwestseite: Altona 2½ M(eilen = 19 km) Nordostseite: Lübeck 7 M(eilen = 53 km). Auf der Vorderseite eingemeißeltes Königsmonogramm Christian VIII. und Jahreszahl 1840. Alteintragung (Aktualisierung vorgesehen) - Begründung: geschichtlich, wissenschaftlich, Kulturlandschaft prägend - Schutzumfang: gesamtes Objekt - Denkmaltyp: Bauliche Anlage | Fotos hochladen                  |
| 7300 Wikidata  | Segeberger Chaussee 337 (53° 42′ 2″ N, 10° 3′ 18″ O) | Meilenstein                                                  | Meilenstein der Altona-Lübecker Chaussee. Entfernungsangabe Südwestseite: Altona 3 M(eilen = 23 km) Nordostseite: Lübeck 6½ M(eilen = 49 km). Auf der Vorderseite eingemeißeltes Königsmonogramm Christian VIII. und Jahreszahl 1840. Alteintragung (Aktualisierung vorgesehen) - Begründung: geschichtlich, wissenschaftlich, Kulturlandschaft prägend - Schutzumfang: gesamtes Objekt - Denkmaltyp: Bauliche Anlage | Fotos hochladen                  |
| 2706 Wikidata  | Spann 1 (53° 40′ 44″ N, 9° 57′ 43″ O)                | Fachhallenkate                                               | Fachhallenkate; 19. Jh.; Kate mit Backsteinausfachungen, einfache Riegellagen, reetgedecktes Halbwalmdach, Rundgauben - Begründung: geschichtlich, Kulturlandschaft prägend - Schutzumfang: gesamtes Objekt - Denkmaltyp: Bauliche Anlage | BW                               |